# Godot
Godot – postać nierzeczywista, na którą się czeka, lecz która nigdy nie nadejdzie. Tytułowa postać z filozoficznego dramatu Samuela Becketta „Czekając na Godota”, w którym dwóch włóczęgów, Estragon i Vladimir, czekają przy drodze na Godota, który ma być ich zbawieniem, jednak nigdy się nie pojawia. "Czekanie na Godota" stało się przysłowiowym zwrotem.

## Próby interpretacji imienia
Istnieje wiele interpretacji imienia „Godot”. Ponieważ autor dramatu był Irlandczykiem mieszkającym w Paryżu, znającym języki angielski i francuski, możliwe jest podwójne znaczenie imienia. W języku francuskim przyrostek „-ot” pełni funkcję zdrabniającą, zatem dla Francuza imię brzmi jak Godek dla Polaka. Z kolei dla Anglika brzmi ono jak Bógot bądź Bożot. Istnieje zatem możliwość, że Beckett, który pisał po francusku i tłumaczył swoje utwory na angielski, chciał, jako pisarz awangardowy i eksperymentalny, stworzyć imię zrozumiałe tylko dla osoby znającej oba języki – Bożek. Zapytany, czy Godot to Bóg, pisarz odpowiedział, że gdyby Godot był Bogiem, toby go tak nazwał. 
Inna interpretacja (zasugerowana przez autora) mówi, że imię to wzięło się od francuskiego określenia na buciory czy też buciska (godillot, godasse), które odgrywają ważną rolę w utworze. Jeszcze inna, że Beckett stał przy ulicy „Godot de Mauroy” w Paryżu, gdy prostytutka zaczepiając go spytała czy czeka na Godota. Z innych relacji wynika, że autor usłyszał to imię od kibiców Tour de France, którzy kibicowali najstarszemu kolarzowi o tym imieniu. Pisarz nigdy sam nie sprecyzował, kim jest Godot. Wiadomo tylko, że postaci dramatu daremnie go wyczekują.
Beckett, kierowany przez Jamesa Joyce’a, bardzo lubił gry z formą tekstu. Widać w jego utworach zaskakujące, wręcz numerologiczne regularności, możliwe więc, że imię „Godot” posiada inne, nieodkryte jeszcze znaczenie.